# Джебель-Сахаба
21°59′00″ пн. ш. 31°20′00″ сх. д. / 21.98333333° пн. ш. 31.33333333° сх. д.
Джебель-Сахаба (араб. جَبَل ٱلصَّحَابَة;  у перекладі Гора Товаришів; також відомо як Поховання 117) — доісторичний могильник у долині Нілу, неподалік від кордону Судану та Єгипту у Північно-Східній Африці. На початок ХХІ сторіччя занурено на дно озера Насер. Це поховання асоціюється з Каданською культурою, або пізнім дріасом — приблизно 12 000-15 000 років тому. Радіовуглецевий аналіз одного з кістяків показав, що смерть людини настала 13 140-14 340 років тому. Пізніше дослідження довели, що могильнику не менше 11 600 років. Він був відкритий в 1964 році командою Фреда Вендорфа.
Цей могильник часто згадується як найдавніша із задокументованих міжплемінних воєнХоча деякі антропологи вважають, що смерті відбулися в результаті зміни клімату.

## Відкриття
Спочатку могильник був відкритий в ході проекту ЮНЕСКО з порятунку історичних пам'яток, що мають бути затоплені Асуанським водосховищем Ця експедиція була відповіддю на зведення Асуанської греблі, яка могла пошкодити або знищити багато археологічних пам'яток. У цьому районі виявили три могильника. З них два — Джебель-Сахаба, причому вони розташовані по обидва береги Нілу, а третій, Тускха, знаходиться неподалік.

## Рештки кістяків
У Джебель-Сахаба були знайдені 61 цілий скелет, а також безліч окремих кісток. З усіх людей близько 45 % були вбиті насильницькою смертю, в тілах 21 людини були виявлені деталі загострених каменів, з чого можна припустити, що дані люди загинули від кам'яних списів або стріл. Сліди порізів були знайдені і на інших кістках, але більшість почали затягуватися, що може послужити гіпотезою про постійні конфлікти в цьому суспільстві.

Краніальний аналіз решток показав, що вони мають спільну остеологічну схожість з людьми з Ваді-Хальфа в Судані Крім того, порівняння пропорцій скелетних решток Джебель-Сахаб з рештками різних людей показали, що гомініди могильника були найближчі за формою тіла до сучасних народів Африки на південь від Сахари (а саме схожі були з наступними: рештками ХІХ століття, що належать бушменам, останками ХІХ століття Західної Африки, рештками ХІХ та ХХ століть пігмеїв і останками середини 20-го століття, знайденими в Кенії і Уганді в Східній Африці). Проте зразки Джебель-Сахаба були посткраніально відмінні від іберо-мавританської культури та інших ровесників з Північної Африки, а також морфологічно далекі від пізніших нубійських скелетних могильників і скам'янілостей, що належать до мезоліту Натуфійської культури Леванту

## Кураторство
Рештки кістяків та інші артефакти, знайдені в рамках проекту ЮНЕСКО з порятунку Асуанського гідровузла, були передані Вендорфом Британському музею в 2001 році; матеріали надійшли в музей у березні 2002 року На початок ХХІ сторіччя колекція має у своєму складі рештки скелетів і фауни, літографії, кераміку і зразки навколишнього середовища, а також повний архів записів Вендорфа, слайдів та інших матеріалів під час розкопок.